# Rashomon-effect
Het Rashomon-effect is het effect van de subjectiviteit van de waarneming bij herinneringen. Het effect houdt in dat wanneer men verschillende getuigen van dezelfde gebeurtenis laat navertellen wat ze hebben gezien, ze vaak behoorlijk verschillende – maar tevens even aannemelijke – verhalen vertellen.
Het effect is vernoemd naar de film Rashomon (1950) van de Japanse regisseur Akira Kurosawa, waarin vier getuigen van dezelfde misdaad elk hun eigen versie van het verhaal vertellen. Iedere versie spreekt de andere versies op een aantal punten tegen.

## Verder lezen
- (en) W.D. Roth en J.D. Mehta (2002), The Rashomon Effect. Combining Positivist and Interpretivist Approaches in the Analysis of Contested Events, in: Sociological Methods & Research, Vol. 31 No. 2, November 2002, pp. 131-173